# IST Entertainment
IST Entertainment (em coreano: 아이에스티엔터테인먼트) é uma empresa de entretenimento sul-coreana comandada pela Kakao Entertainment.

## História

### Plan A Entertainment
Em 2011, A Cube Entertainment foi estabelecida como gravadora independente da Cube Entertainment. A Cube assinou seu primeiro artista solo Huh Gak e lançou o grupo feminino Apink, formado por ex-trainees da Cube Entertainment.
Em novembro de 2015, a LOEN Entertainment (mais tarde Kakao M e depois Kakao Entertainment) adquiriu 70% de toda a gravadora e posteriormente a absorveu como subsidiária independente. A gravadora anunciou em março de 2016 que foi renomeada para Plan A Entertainment, já que não era mais afiliada à Cube Entertainment. Lançou seu primeiro grupo masculino Victon em novembro daquele ano.
No início de 2018, a Plan A Entertainment adquiriu a agência de atores E&T Story Entertainment da Kakao M, detendo 60% das ações da agência. Nos meses seguintes, Choi Jin-ho (fundador e co-CEO) renunciou e 30% das ações restantes foram vendidas por 3,51 bilhões de wons. Como resultado, tornou-se uma subsidiária integral da Kakao M.

### Fave Entertainment
A Fave Entertainment foi originalmente fundada em 2012 como LOEN Tree, para gerenciar os artistas da LOEN Entertainment. Foi dissolvida como gravadora subsidiária em 2016 e renomeada Fave Entertainment. Os artistas que foram transferidos para a Fave Entertainment incluíram Fiestar, History, IU e Sunny Hill. As trainees da empresa tiveram participações notáveis nos programas MIXNINE, Under Nineteen e Produce 101. Em outubro de 2018, a gravadora anunciou seu próximo grupo feminino, temporariamente conhecido como "Fave Girls".

### Cre.ker Entertainment
Cre.ker Entertainment é uma gravadora fundada pela Kakao Entertainment (anteriormente LOEN Entertainment) em 2014, a empresa é lar dos grupos Melody Day e The Boyz.

### Fusão
Em 13 de fevereiro de 2019, a Kakao Entertainment divulgou um comunicado dizendo que a Plan A Entertainment e a Fave Entertainment se fundiriam em 1º de abril. A Plan A Entertainment, sendo a entidade sobrevivente na fusão, foi renomeada como Play M Entertainment e trouxe os artistas ativos da Fave Entertainment, incluindo trainees.
Em maio de 2020, foi anunciado que "Fave Girls", que se tornou "Play M Girls" após a fusão, estrearia em junho como Weeekly. É o primeiro grupo feminino da empresa desde o Apink.
Em 17 de setembro de 2021, a Kakao Entertainment anunciou que a Play M Entertainment e a Cre.ker Entertainment iriam se fundir no futuro.
Em 12 de novembro de 2021, foi anunciado que o novo nome corporativo da empresa seria IST Entertainment, cujo entrou em vigor em 1º de novembro.

## Artistas
Grupos
- Apink
- Victon
- The Boyz
- Bandage
- Weeekly

Solistas
- Jeong Eun-ji
- Oh Ha-young
- Han Seung-woo
- Kim Nam-joo
- Do Han-se

### Trainees notáveis
- Huening Bahiyyih (Kep1er)[16][17]

## Artistas passados

### A Cube Entertainment / Plan A Entertainment
- Apink
  - Hong Yoo-kyung (2011–2013)
  - Son Na-eun (2011–2021)[a]
- Lim Ji-min (2019–2021)[b]
- Huh Gak (2011–2021)[18]

### LOEN Tree / Fave Entertainment
- KRun
- Park Ji-yoon (1997–1999)
- Gain (2011–2013)
- Mario (2011–2013)
- Sunny Hill (2011–2017)
- Fiestar (2012–2018)[19][20]
  - Cheska (2012–2014)
  - Jei (2012–2018)
  - Linzy (2012–2018)
  - Hyemi (2012–2018)
  - Yezi (2012–2018)
  - Cao Lu (2012–2018)[21]
- IU (2012–2019)[c]
- History (2013–2017)[22]
  - Song Kyung-il (2013–2019)
  - Na Do-Kyun (2013–2019)
  - Kim Shi-hyoung (2013–2019)
  - Kim Jae-ho (2013–2019)
  - Jang Yi-jeong (2013–2019)
- Shin Zisu (2015–2016)
- I.B.I (2016)
- JBJ (2017–2018)

### Cre.ker Entertainment
- Melody Day (2014–2018)
  - Yeo Eun (2014–2018)
  - Yoo Min (2014–2018)
  - Ye In (2014–2018)
  - Cha Hee (2014–2018)
- The Boyz
  - Hwall (2017–2019)

### E&T Story Entertainment
- Park Han-deul
- Kim Ye-eun
- Go Na-hee
- Ahn Soo-min
- Shin Hyeon-Seung
- Jung Soo-hyun
- Kim So-hyun (2017–2021)[23]

## Discografia

### Projetos
| Título              | Ano  | Artistas                 | Melhor posição nas tabelas | Vendas (Download) | Álbuns                           |
| ------------------- | ---- | ------------------------ | -------------------------- | ----------------- | -------------------------------- |
| Love Day            | 2012 | Eunji, Yoseob            | 8                          | - : 1,604,167+    | A Cube For Season #Green         |
| A Year Ago          | 2013 | Eunji, Namjoo, Hyunseung | 13                         | - : 300,616+      | A Cube For Season #White         |
| Short Hair          | 2013 | Eunji, Huh Gak           | 1                          | - : 1,207,766+    | A Cube For Season #Blue          |
| Break Up To Make Up | 2014 | Eunji, Huh Gak           | 1                          | - : 803,627+      | A Cube For Season #Sky Blue      |
| Photograph          | 2015 | Namjoo, Yook Sung-jae    | 29                         | - : 115,083+      | A Cube For Season #Blue Season 2 |
| Bada Ocean.wav      | 2016 | Eunji, Huh Gak           | 5                          | - : 407,547+      | Plan A First Episode             |
| #Begin Again        | 2016 | Huh Gak, Plan A Boys     | —                          | - : 17,447+       | Plan A Second Episode            |
| Oasis               | 2017 | Apink, Huh Gak, Victon   | 100                        | - : 22,488+       | Plan A Third Episode             |